# (12737) 1991 VW4
(12737) 1991 VW4 est un astéroïde de la ceinture principale d'astéroïdes découvert en 1991.

## Description
(12737) 1991 VW4 a été découvert le 10 novembre 1991 à Kiyosato (Japon) par Satoru Ōtomo.

### Caractéristiques orbitales
L'orbite de cet astéroïde est caractérisée par un demi-grand axe de 2,37 UA, un périhélie de 2,01 UA, une excentricité de 0,16 et une inclinaison de 7,54° par rapport à l'écliptique. Du fait de ces caractéristiques, à savoir un demi-grand axe compris entre 2 et 3,2 UA et un périhélie supérieur à 1,666 UA, il est classé, selon la JPL Small-Body Database, comme objet de la ceinture principale d'astéroïdes.

### Caractéristiques physiques
(12737) 1991 VW4 a une magnitude absolue (H) de 13,5 et un albédo estimé à 0,296.